# Acanthurus tristis
Acanthurus tristis (Randall, 1993) è un pesce osseo marino appartenente alla famiglia Acanthuridae.

## Distribuzione e habitat
L'areale di questa specie sembra limitato all'oceano Indiano centrale tropicale, al golfo del Bengala e al mar delle Andamane comprese le isole, dalle Maldive alle Chagos e a est fino a Bali dove vive in simpatria con l'affine Acanthurus pyroferus che ha un areale pacifico.
Si tratta di una specie tipica dell'ambiente corallino, presente sia nelle lagune che nelle parti esterne, preferisce zone dove le madrepore si mescolano a rocce e a tratti sabbiosi. Staziona in profondità, in ambienti riparati, su sabbia e detrito. 
Il range batimetrico in cui si può incontrare va da 2 a 30 metri.

## Descrizione
Questa specie, come gli altri Acanthurus, ha corpo ovale, compresso lateralmente, e bocca piccola posta su un muso sporgente; sul peduncolo caudale è presente una spina mobile molto tagliente. La pinna dorsale è unica e piuttosto lunga, di altezza uniforme. La pinna anale è simile ma più corta. La pinna caudale è lunata negli adulti e arrotondata o spatolata nei giovani. Le scaglie sono molto piccole. La livrea dell'adulto è molto simile a quella di Acanthurus pyroferus ma senza la macchia arancione alla base delle pinne pettorali. L'occhio è nero circondato da un'area chiara e la pinna caudale ha un sottile bordo bianco.

### Mimetismo batesiano
I giovanili di A. tristis imitano Centropyge eibli con corpo marrone chiaro con alcune linee verticali più scure, petto giallo, bocca ed occhio bordati dello stesso colore e orlo delle pinne impari blu. Questo caso di mimetismo batesiano è dovuto alle forti spine opercolari di Centropyge, pericolose per i predatori. . Anche la pinna caudale nelle fasi giovanili ha una forma simile a quella di Centropyge.
Raggiunge i 25 cm di lunghezza.

## Biologia

### Alimentazione
Si nutre di detrito.

## Pesca
Viene pescato localmente nella Thailandia occidentale con reti da posta e nasse per il consumo. È oggetto di cattura per il mercato acquariofilo, dove spunta prezzi alti.

## Conservazione
Nonostante questa specie sia pescata localmente come pesce da consumo e più estesamente come pesce d'acquario le popolazioni sono stabili. La Lista rossa IUCN classifica questa specie come "a rischio minimo".